# Legénd
Legénd é um município da Hungria, situado no condado de Nógrád. Tem 18,41 km² de área e sua população em 2015 foi estimada em 453 habitantes.